# Cappelle-la-Grande

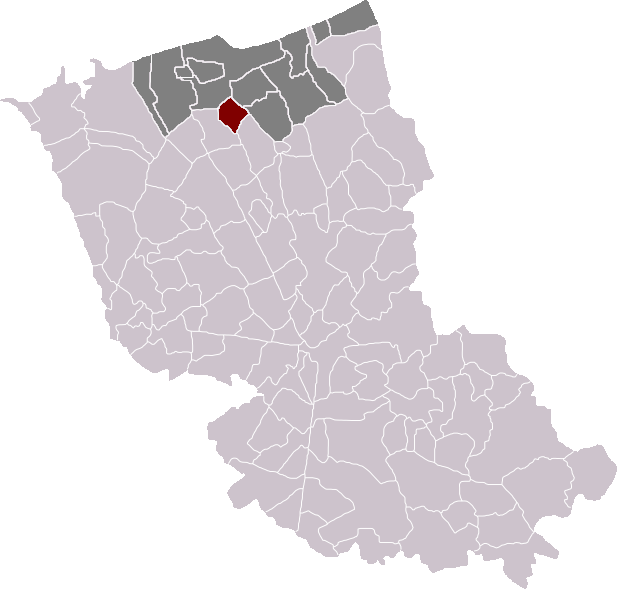
Localització de Cappelle-la-Grande

Cappelle-la-Grande (en neerlandès Kapelle) és un municipi francès, situat a la regió dels Alts de França, al departament del Nord, que forma part de la Westhoek. L'any 2006 tenia 8.131 habitants. Limita amb Coudekerque-Branche, Coudekerque-Village, Bierne, Armbouts-Cappel i Dunkerque.
Des de 1985 s'hi celebra anualment l'Obert d'escacs de Cappelle-la-Grande, un dels torneigs oberts d'escacs més importants del món.

## Demografia
| Evolució de la població Cassini i INSEE |      |      |      |      |      |      |      |      |
| 1793                                    | 1800 | 1806 | 1821 | 1831 | 1836 | 1841 | 1846 | 1851 |
| 191                                     | 304  | 257  | 286  | 279  | 303  | 297  | 311  | 291  |

| 1856 | 1861 | 1866 | 1872 | 1876 | 1881 | 1886 | 1891 | 1896 |
| ---- | ---- | ---- | ---- | ---- | ---- | ---- | ---- | ---- |
| 310  | 344  | 497  | 461  | 537  | 641  | 627  | 687  | 658  |

| 1901 | 1906 | 1911  | 1921  | 1926  | 1931  | 1936  | 1946  | 1954  |
| ---- | ---- | ----- | ----- | ----- | ----- | ----- | ----- | ----- |
| 688  | 786  | 1 115 | 1 494 | 2 142 | 2 317 | 2 559 | 2 157 | 3 156 |

| 1962  | 1968  | 1975  | 1982  | 1990  | 1999  | 2006 | 2011 | 2016 |
| ----- | ----- | ----- | ----- | ----- | ----- | ---- | ---- | ---- |
| 4 781 | 5 723 | 7 962 | 9 186 | 8 908 | 8 613 | -    | -    | -    |

| 2019 | - | - | - | - | - | - | - | - |
| ---- | - | - | - | - | - | - | - | - |
| -    | - | - | - | - | - | - | - | - |

## Administració
| Període | Identitat     | Partit |
| ------- | ------------- | ------ |
| 1983-   | Roger Gouvart | PCF    |

## Personatges il·lustres
- Alain Vasseur, ciclista
- Sylvain Vasseur, ciclista